# David Rodriguez (cantante)
David Roland Rodriguez (Houston, 1º gennaio 1952 – 26 ottobre 2015) è stato un attore, poeta e cantautore di musica folcloristica statunitense.
Fratello del più noto regista e sceneggiatore Robert Rodriguez.

## Vita e musica
David Roland Rodriguez nacque a Houston, in Texas, e crebbe qui. Le radici dei genitori di David erano in Messico: la zia più anziana di David, Eva Garza, era una cantante per la Decca Records durante gli anni cinquanta. All'età di due anni, contrasse la polio e da allora Rodriguez cammina con una stampella a causa di una frattura alla gamba. Vista la sua scarsa capacità di muoversi, i genitori gli comprarono una chitarra. A quattordici anni David suonava in una rock band, un anno dopo in un gruppo folk: dalla fine dell'adolescenza, invece suonava come pianista in un gruppo.
Tra i tanti gruppi ed artisti che lo hanno influenzato si contano Lightnin' Hopkins, Townes Van Zandt, Lydia Mendoza e Jerry Jeff Walker. Verso i venti anni, David si laureò in economia e legge all'università di Austin, in Texas, dove ora risiede e dove si dedicò alla musica per i dieci anni a seguire.
Nel 1991 ha recitato in Bedhead, il primo cortometraggio del fratello Robert, collaborando anche in qualità di soggettista, cameraman e tecnico delle luci.
Nel '92, '93 e '94 è stato votato dalla giuria di Austin come il "miglior cantautore del Texas" dalla rivista Third Coast Music.
David Rodriguez ha deciso di trasferirsi nei Paesi Bassi nel 1994 e continua a vivere lì. Per qualche concerto, è stato accompagnato dalla figlia, Carrie Rodriguez, sul palco.

## Discografia
- Man Against Beast - 1990
- Avatars, Angels And Ashes - 1992
- The True Cross - 1992
- Landing 92 - 1992
- The Friedens Angel - 1994
- Forgiveness - 1994
- Proud Heart - 1995 (realizzato nel 2006)
- The Lonesome Drover 2006
- Winter Moon 2007

## Filmografia
- Bedhead - 1990